# Manhoué
Manhoué – miejscowość i gmina we Francji, w regionie Grand Est, w departamencie Mozela.
Według danych na rok 1990 gminę zamieszkiwały 134 osoby, a gęstość zaludnienia wynosiła 33 osób/km² (wśród 2335 gmin Lotaryngii Manhoué plasuje się na 911. miejscu pod względem liczby ludności, natomiast pod względem powierzchni na miejscu 1091.).